# КБ (морская мина)
КБ «Краб» (КБ — «корабельная большая») — советская якорная морская мина. Имела две модификации — КБ-1 и её существенную модернизацию КБ-3, значительно улучшившую характеристики первой. Входила в состав минного вооружения кораблей различных проектов.

## История
Принята на вооружение Военно-Морского флота СССР в 1931 году под обозначением КБ, модернизированная мина (КБ-3) принята на вооружение в 1940 году. Мина успешно использовалась в Великой Отечественной войне при массовых минных постановках. К началу войны флот имел 7945 мин типов КБ-1 и КБ-3, из них 1388 на складах. В ходе войны было потеряно 1184 мины этих типов.

## Конструкция

### Особенности конструкции
Одной из особенностей мины КБ было наличие предохранительных чугунных колпаков, закрывающих гальваноударные элементы — минные
рожки. Предохранительные колпаки фиксировались на корпусе с помощью предохранительной чеки и специальной стальной стропки с сахарным предохранителем. Перед постановкой мины чека удалялась, и предохранительный колпак удерживался лишь стропкой. После постановки мины происходило таяние сахара, распускание стропки и открытие стопора, предохранительный колпак освобождался и с помощью пружинного устройства сбрасывался, после чего мина приходила в боевое состояние. Подобная система позволяла производить постановку мин в битый лёд. Начиная с 1941 года в минах КБ стал применяться клапан потопления, обеспечивающий самозатопление мины, сорвавшейся с якоря, что обеспечивало безопасность своих кораблей в районах, прилегающих к оборонительным минным заграждениям.

### Характеристики
- Общий вес — 1065 кг[4];
- Длина×ширина×высота — 2162×927×1190 мм[4];
- Вес заряда — 230 кг[4];
- Длина минрепа — 263 м[4];
- Глубина моря, наибольшая/наименьшая — 263 м/12 м[4];
- Углубление, наибольшее/наименьшее — 9,1 м /2,4 м[4];
- Минимальный минный интервал — 35 м[4];
- Наибольшая скорость хода при постановке — 24 узла (15 при постановке с борта высотой 6 м)[4];
- Наибольшая высота борта — 4,6 м[4];
- Точность установки мины на заданное углубление — 0,6 м[5];
- Запас плавучести мины — 55 — 65 кг[5];
- Время прихода мины в боевое положение — 10 — 20 минут[5];
- Наличие противотральных устройств — прибор «Чайка»[5];
- Задержка взрыва — 0,3 с[5];
- Допустимая скорость течения — до 2 узлов[5];
- Принцип действия взрывателя — 5 гальваноударных свинцовых колпаков[5];
- Наличие клапана потопления — только на минах производства после 1941 года[1];
- Средняя продолжительность службы — от полугода до двух лет[6];
- Время приготовления одной мины запальной командой — 5,5 минут (предварительное), 2 минуты (окончательное)[7].